# Bagarius bagarius
Bagarius bagarius is een  straalvinnige vissensoort uit de familie van zuigmeervallen (Sisoridae). De wetenschappelijke naam van de soort is voor het eerst geldig gepubliceerd in 1822 door Hamilton.
De soort staat op de Rode Lijst van de IUCN als Gevoelig, beoordelingsjaar 2009. De omvang van de populatie is volgens de IUCN dalend.